# François Céleste Massenot
Pour les articles homonymes, voir Massenot.
François Céleste Massenot, né le 14 mars 1826 à Paris où il est mort le 24 septembre 1894, est un architecte français.

## Réalisations notables
- 1857-1859 Église Saint Pierre d’Amiens, détruite le 19 mai 1940 Inscrit MH [3]
- 1856-1862 Église Saint-Riquier, Dreuil-lès-Amiens Inscrit MH [4]
- Vers 1865 Monument sépulcral de la famille Barbier-Fidon, Cimetière de la Madeleine Amiens[5]

- 1881-1883 École normale d'institutrices (actuellement ESPE de Picardie) à Amiens Inscrit MH [6]